# Fenton John Anthony Hort

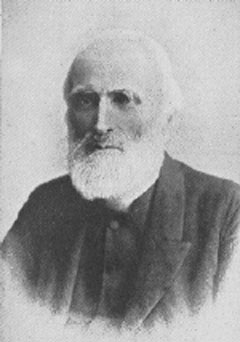
Fenton John Anthony Hort

Fenton John Anthony Hort (Dublin, 23 april 1828 - Cambridge, 30 november 1892) was een Ierse theoloog en uitgever. Hij werd vooral bekend door zijn tekstkritische uitgave van het Nieuwe Testament die hij samen met Brooke Foss Westcott tot stand bracht.

## Leven
Hort was een achterkleinzoon van de achttiende-eeuwse anglicaanse aartsbisschop van Tuam, Ierland, Josiah Hort. In 1846 ging hij studeren in Cambridge, aan Trinity college, waar hij jaargenoot was van Edward White Benson, de latere aartsbisschop van Canterbury, van Brooke Foss Westcott en van Joseph Barber Lightfoot, die bisschop van Durham en hofpredikant van Koningin Victoria zou worden. Deze mannen bleven levenslang vrienden en werkten veel samen. In 1850 haalde hij zijn BA, en in 1851 ook de pas ingestelde BA in moraalwetenschap en in natuurwetenschappen. In 1852 werd hij fellow (lid) van zijn College.
In 1854 richtte hij samen met J. E. B .Mayor en J.B. Lightfoot , het Journal of Classical and Sacred Philology op en stortte zich gretig op zijn studie van de theologie en de vroegchristelijke schrijvers. Sedert de Middelbare school was zijn opvatting geleidelijk vrijzinniger geworden.
In 1857 trouwde hij en ging in het college van St Ippolyts wonen, in Hertfordshire, een voorstad van Londen, waar hij vijftien jaar bleef. Hij bleef studeren, nam deel aan discussies over hervorming van de universiteit en schreef artikelen in tijdschriften. In 1870 werd hij lid van een commissie die de Engelse vertaling van het Nieuwe Testament moest herzien. In 1871 gaf hij de Hulsean lectures voor de universiteit van Cambridge onder de titel de weg, de waarheid en het leven maar publiceerde ze pas lang daarna. In 1872 werd hij fellow en lector aan het Emmanuel College, Cambridge; in 1878 werd hij de Hulsean hoogleraar theologie en in 1887 hoogleraar theologie aan Lady Margaret's.
Hort stierf 30 November 1892, en werd begraven op de Petersfield begraafplaats in Cambridge.

## Werk
In 1881 publiceerde hij samen met zijn vriend Westcott, een uitgave van de tekst van het Nieuwe Testament die gebaseerd was op hun tekstkritische werk. De commissie die de vertaling van het Nieuwe Testament moest herzien, had deze uitgave al voor de verschijning geaccepteerd als basis van de vertaling van het Nieuwe Testament. De verschijning ervan was een sensatie onder geleerden en werd uit allerlei hoeken aangevallen, maar werd over het algemeen toch geaccepteerd als de beste benadering van de oorspronkelijke tekst van het Nieuwe Testament die mogelijk werd geacht.
De inleiding was van de hand van Hort. Zijn eerste principe was "Kennis van handschriften moet voorafgaan aan een oordeel over een lezing".
Andere beroemde werken van Hort zijn: De Christelijke Ecclesia (1897), Joods christendom (1894); Plattelandspreken (twee series), Cambridge en andere preken, Inleiding tot ... Romeinen en Efeziërs (1895), De Ante-Niceense Kerkvaders (1895) en twee proefschriften: over de lezing van een Grieks woord in  Johannes 1:18 en over de Byzantijnse en andere oosterse geloofsbelijdenissen in de vierde eeuw. Zijn werk is een voorbeeld van precieze studie en vaardig gebruik van materiaal. Zijn Levensbeschrijving en brieven werden uitgegeven door zijn zoon, Sir Arthur Hort, Bart. (1896).